# Ceropachylus
Ceropachylus is een geslacht van hooiwagens uit de familie Gonyleptidae.
De wetenschappelijke naam Ceropachylus is voor het eerst geldig gepubliceerd door Mello-Leitão in 1942. 

## Soorten
Ceropachylus omvat de volgende 3 soorten:
- Ceropachylus areolatus
- Ceropachylus frizzellae
- Ceropachylus singularis